# 安枯斯特定碱
安枯斯特定碱是一种含氮有机化合物，化学式C
19H
15N
3O，属于一种吲哚类生物碱，存在于幾內亞桃（Nauclea latifolia）等植物中。